# Michał Gliwa
Michał Gliwa (Rzeszów, 1988. április 8. –) lengyel labdarúgó, kapus, a román Pandurii Târgu Jiu játékosa.

## Pályafutása

### Klubcsapatban
Gliwa a karrierjét a helyi Orły Rzeszów-ban kezdte, 2004-ben került a KS Cracovia Kraków csapatához. 2005 és 2006 között a Cracovia II-ben játszott majd, 2007-ben eligazolt a Dyskobolia II Grodzisk Wielkopolski-hoz 2008-ban.

### A válogatottban
2011. december 16-án egy alkalommal szerepelt a lengyel válogatottban a Bosznia-Hercegovina ellen barátságos mérkőzésen a törökországi Aksban, ahol 1–0-s lengyel győzelem született.